# めんたいぴりり2
『めんたいぴりり2』は、テレビ西日本が2015年に制作した日本のテレビドラマ。2013年に制作された『めんたいぴりり』の新シリーズである。物語はつながっておらず、福岡在住時代の別の物語を放送した形になる。
また、制作局のテレビ西日本では、初めてゴールデンタイムとなる金曜19:00 - 19:57に放送され、前回同様、朝の連続ドラマとしても放送された（ゴールデンで放送したものを再編集したもの）。
同ドラマが、福岡市の文化芸能の継承に貢献した団体・個人などを表彰する『博多町人文化勲章』を授与される。

## 出演
海野俊之（うみの としゆき）
演 - 博多華丸（博多華丸・大吉）
海野千代子（うみの ちよこ）
演 - 富田靖子
八重山徳雄
演 - 瀬口寛之
松尾竹吉（まつお たけきち）
演 - 斉藤優（パラシュート部隊）
笹嶋辰雄（ささじま たつお）
演 - 福場俊策
岡村ミチエ(みっちゃん)
演 - 井上佳子
海野健一（うみの けんいち）
演 - 朝倉健太
海野勝（うみの まさる）
演 - 三枝優希
亀山留吉（かめしゃん）
演 - 月亭方正
でんさん
演 - ゴリけん
でんさん 妻
演 - 酒匂美代子
須崎さん（すざき）
演 - 玄海竜二
弥生ちゃん（やよい）
演 - 奈緒
野村薫
演 - 八木優希
スケトウダラ
演 - 博多大吉（博多華丸・大吉）
スケトウダラの子供
演 - 三枝優希

## スタッフ
- 脚本 - 東憲司
- 原作 - 川原健 『明太子をつくった男 〜ふくや創業者・川原俊夫の人生と経営〜』 海鳥社、2013年1月、ISBN 978-4874158739
- 主題歌:風味堂「夢を抱きし者たちへ」（ビクターエンタテインメント）
- エンディングテーマ:風味堂「足跡の彼方へ」（同上）
- タイトル題字 - 錦山亭金太夫
- タイトルCG - 池田一貴
- 企画協力 - 大野隆二、嶋村雅己
- テクニカルディレクター - 今泉浩史
- 撮影 - 許斐孝洋
- 照明 - 梶原公隆
- 録音 - 福田有希
- 美術 - 山本修身
- 助監督 - 山崎樹
- 制作担当 - 谷尚明
- 編集 - 飯塚泰雄
- プロデューサー - 瀬戸島正治、本田克哉（VSQ）
- 監督 - 江口カン
- 制作協力 - 株式会社ビデオ・ステーション・キュー
- 制作・著作 - テレビ西日本
- 特別協賛 - 株式会社ふくや

## 放送日程
| 放送対象地域   | 放送局                         | 系列                                         | 放送日時                                                                                            |
| -------------- | ------------------------------ | -------------------------------------------- | --------------------------------------------------------------------------------------------------- |
| 福岡県         | テレビ西日本（TNC） 【制作局】 | フジテレビ系列                               | 前編：2015年2月20日（金） 19:00 - 19:57 後編：2015年2月27日（金） 19:00 - 19:57                     |
| 近畿広域圏     | 関西テレビ（KTV）              | フジテレビ系列                               | 前編：2015年3月9日（月） 2:33 - 3:27（8日深夜） 後編：2015年3月15日（日） 2:50 - 3:54（14日深夜）   |
| 宮崎県         | テレビ宮崎（UMK）              | フジテレビ系列 日本テレビ系列 テレビ朝日系列 | 前編：2015年4月9日（木） 15:00 - 15:55 後編：2015年4月10日（金） 15:00 - 15:55                      |
| 大分県         | テレビ大分（TOS）              | 日本テレビ系列 フジテレビ系列                | 前編：2015年4月27日（月） 15:50 - 16:50 後編：2015年4月28日（火） 15:50 - 16:50                     |
| 佐賀県         | サガテレビ（STS）              | フジテレビ系列                               | 前編：2015年5月25日（月） 15:30 - 16:25 後編：2015年5月26日（火） 15:30 - 16:25                     |
| 中京広域圏     | 東海テレビ（THK）              | フジテレビ系列                               | 2015年5月27日（水） 1:50 - 3:50（26日深夜）                                                         |
| 関東広域圏     | フジテレビ（CX）               | フジテレビ系列                               | 前編：2015年5月28日（木） 2:35 - 3:30（27日深夜） 後編：2015年6月18日（木） 2:50 - 3:45（17日深夜） |
| 静岡県         | テレビ静岡（SUT）              | フジテレビ系列                               | 2015年6月8日（月） 1:30 - 3:25（7日深夜）                                                           |
| 北海道         | 北海道文化放送（UHB）          | フジテレビ系列                               | 2015年6月27日（土） 0:45 - 2:45（26日深夜）                                                         |
| 広島県         | テレビ新広島（TSS）            | フジテレビ系列                               | 2015年7月12日（日） 1:40 - 3:30（11日深夜）                                                         |
| 福井県         | 福井テレビ（FTB）              | フジテレビ系列                               | 前編：2015年9月16日（水） 9:50 - 10:50 後編：2015年9月17日（木） 9:50 - 10:50                       |
| 福島県         | 福島テレビ（FTV）              | フジテレビ系列                               | 前編：2015年10月1日（木） 15:55 - 16:50 後編：2015年10月2日（金） 15:55 - 16:50                     |
| 宮城県         | 仙台放送（OX）                 | フジテレビ系列                               | 前編：2015年10月2日（金） 1:53 - 2:48（1日深夜） 後編：2015年10月3日（土） 1:55 - 2:50（2日深夜）   |
| 岩手県         | 岩手めんこいテレビ（mit）      | フジテレビ系列                               | 2015年10月3日（土） 15:00 - 16:55                                                                   |
| 高知県         | 高知さんさんテレビ（KSS）      | フジテレビ系列                               | 2015年10月11日（日） 13:00 - 15:00                                                                  |
| 富山県         | 富山テレビ（BBT）              | フジテレビ系列                               | 2015年12月26日（土） 12:00 - 14:00                                                                  |
| 山形県         | さくらんぼテレビ（SAY）        | フジテレビ系列                               | 2015年12月26日（土） 13:00 - 14:55                                                                  |
| 島根県・鳥取県 | 山陰中央テレビ（TSK）          | フジテレビ系列                               | 2015年12月28日（月） 13:55 - 15:50                                                                  |

### 連続ドラマ
制作局のテレビ西日本では、2月23日から2月26日の9:50 - 10:05に前編を、3月2日から3月5日の9:50 - 10:05に後編をそれぞれ15分×4回（全8回）の再編集版として放送した。また、今回はゴールデン版にはサブタイトルはないが、15分版のみ全8回それぞれにサブタイトルがついている。
| 放送回 | 放送日  | 放送時間     | サブタイトル                           |
| ------ | ------- | ------------ | -------------------------------------- |
| 第1話  | 2月23日 | 9:50 - 10:05 | 「ふくのやが帰ってきたバイ」の巻       |
| 第2話  | 2月24日 | 9:50 - 10:05 | 「亀しゃんは疫病ガメ?福の亀?」の巻     |
| 第3話  | 2月25日 | 9:50 - 10:05 | 「ふくの屋に泥棒が入ったげな!?」の巻   |
| 第4話  | 2月26日 | 9:50 - 10:05 | 「寂しい時は歌うとバイ」の巻           |
| 第5話  | 3月02日 | 9:50 - 10:05 | 「夫婦ゲンカでふくのや大ピンチ!?」の巻 |
| 第6話  | 3月03日 | 9:50 - 10:05 | 「母ちゃんがおらんくなったバイ」の巻   |
| 第7話  | 3月04日 | 9:50 - 10:05 | 「薫ちゃんの涙とクリスマスケーキ」の巻 |
| 第8話  | 3月05日 | 9:50 - 10:05 | 「みんなで野球ばすると」の巻           |

### 再放送 (TNC)
- 2015年11月21日(土) 13:00 - 14:55

## 受賞
- 博多町人文化勲章（2015年）[1]
- 平成27年日本民間放送連盟賞テレビドラマ部門優秀賞（2015年）[3]